# Kara Arslan
Fakhr al-Din Qara Arslan, noto anche semplicemente come Kara Arslan (1144 – 1174), è stato un membro della dinastia artuqide e figlio di Rukn al-Dawla Dāʾūd, emiro di Amida.
Kara Arslan governò Amida dopo la morte di Dāʾūd, avvenuta il 22 luglio 1144. Era il padre di Nur al-Din Muhammad.

## Monete

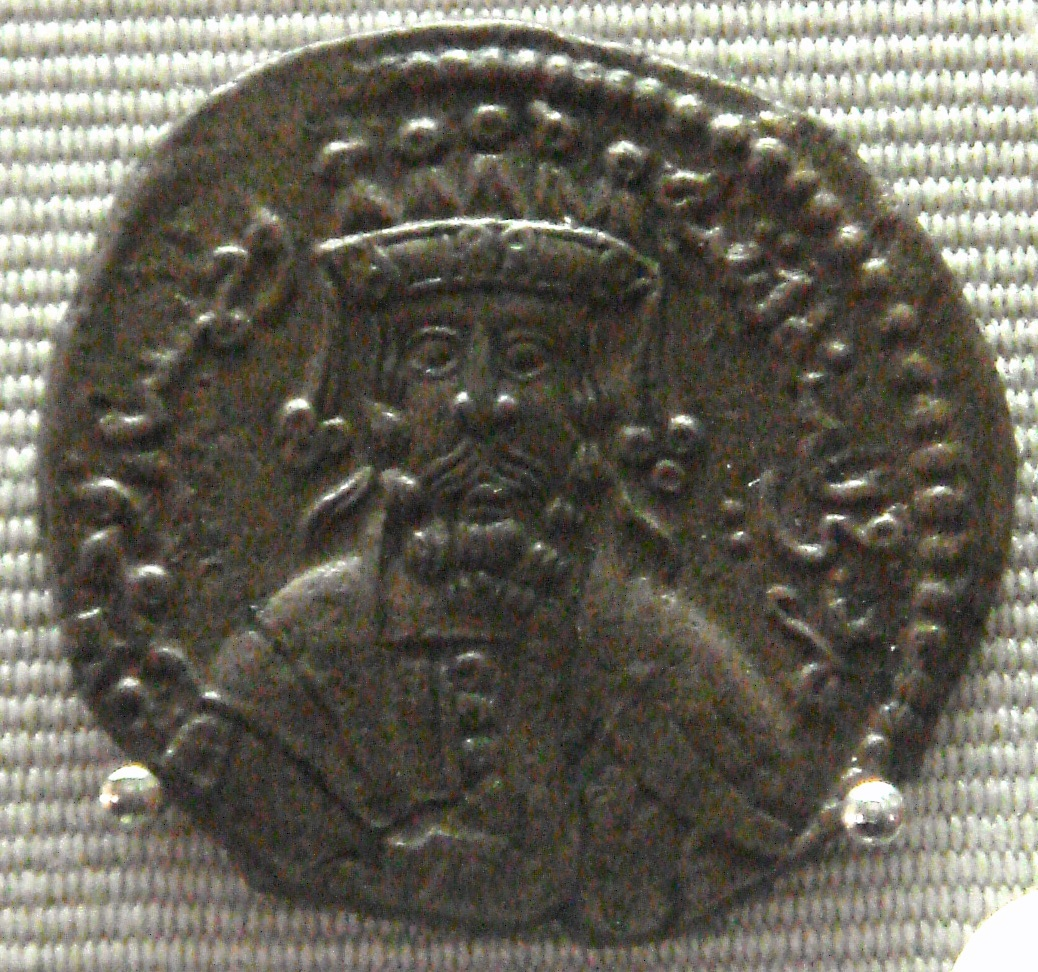
Volto di Kara Arslan
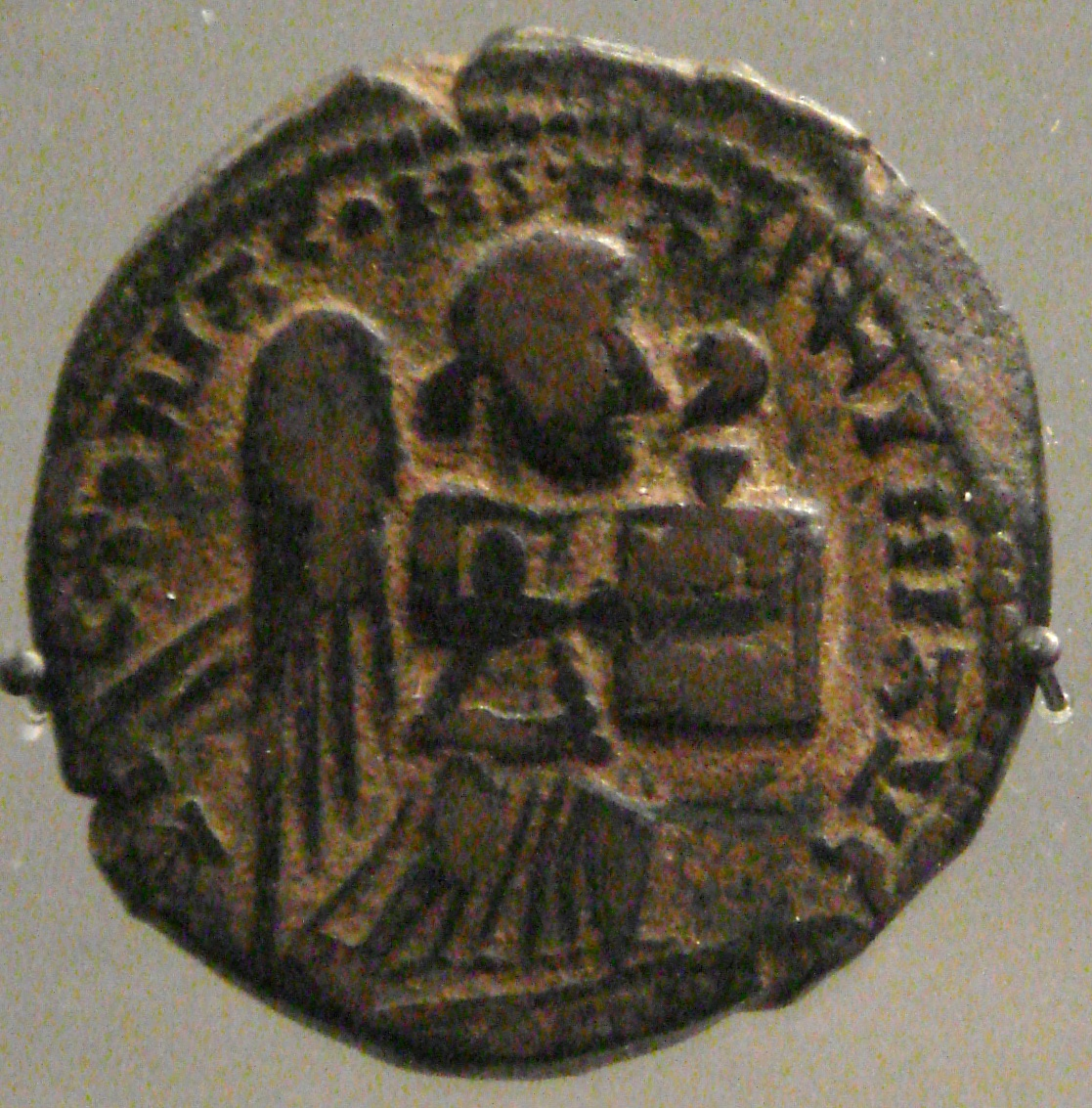
Moneta di Kara Arslan emessa ad Amida in un momento incerto
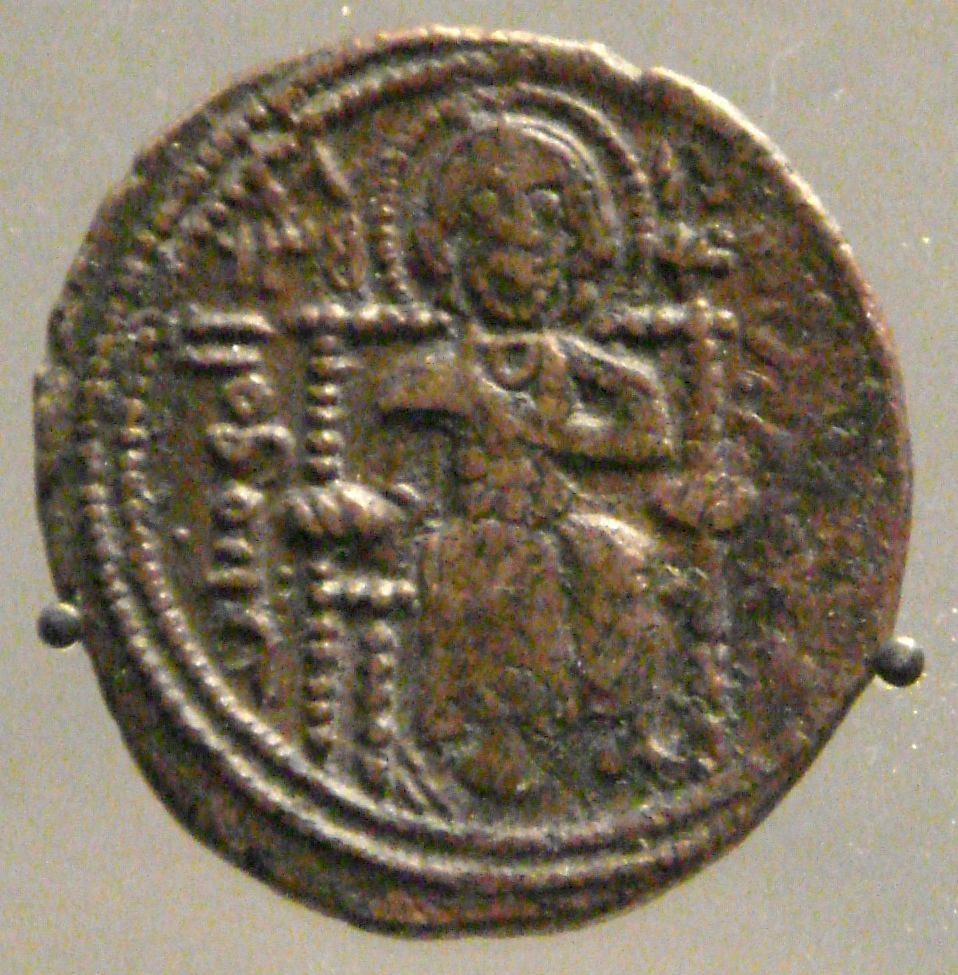
Moneta di Kara Arslan emessa ad Amida e raffigurante Cristo sul trono